# Камус

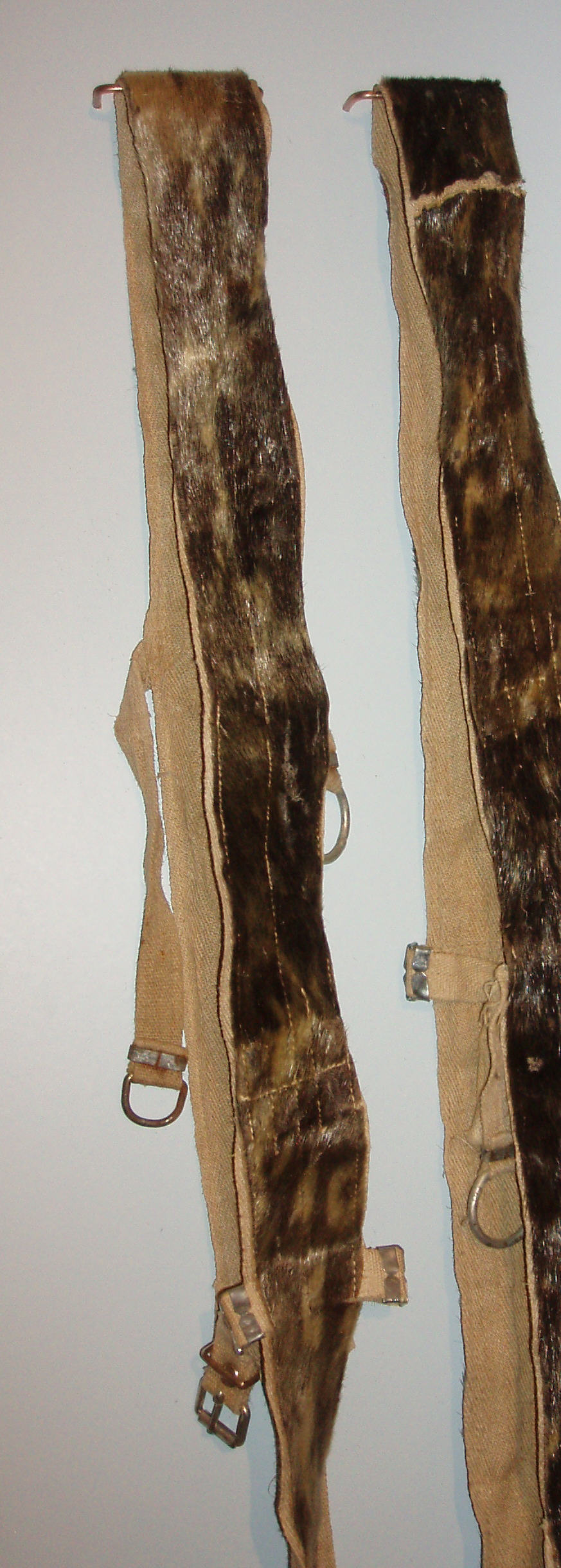
Камус для лыж образца 1930-х гг

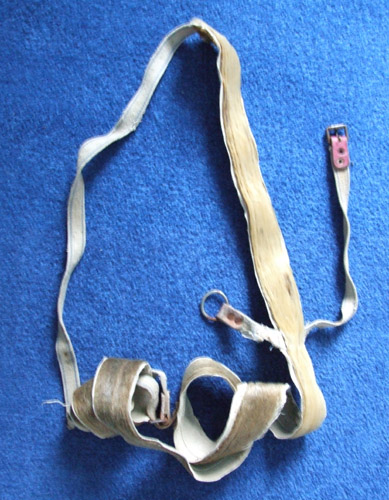
Камус для лыж образца 1950-х гг

Ка́мус — шкура с голени животных, принадлежащих в основном семействам оленевых (например северный олень, лось, косуля), лошадиных или ластоногих (например, нерпы), которая обладает более коротким и прочным мехом и используется для изготовления зимней обуви (кисы, унты)  и специальной противоскользящей подкладки на нижнюю поверхность охотничьих лыж. 
Камус охотники давно используют для передвижения по глубокому снегу зимой, подбивая им лыжи для уменьшения отдачи при движении, особенно в гору.

## Изготовление
Первоначально камус изготавливали из жестковолосной части шкуры, снятой с нижней части ног лося, оленя, лошади. Конский камус считается самым лучшим, самым ходким. Самым прочным считается лосиный камус, а самым мягким, не дающим скрипа, — камус северного оленя. Для изготовления камуса также используют мех косули, кабарги, марала, шкуры нерпы.
Шкуры подбирают так, чтобы ворсинки шли вдоль лыжи, параллельно её краям. Если ворсинки при движении будут уходить в стороны, то и лыжи будут уходить в сторону («косить»).
Для изготовления камуса из меха животных его обрабатывают так, чтобы он был предельно малой толщины. Затем камус закрепляют на лыжу, прибивая его гвоздями, либо пришивая, либо приклеивая.
В настоящее время для изготовления камуса используют специальные ткани. Камус закрепляется на лыжах с помощью специальных приспособлений, которые позволяют легко надевать его на лыжи перед подъёмом в гору и быстро снимать перед спуском с горы.
Камус используют не только охотники, но и люди, занимающиеся лыжным туризмом, ски-альпинизмом.